# Фиори, Эрнесто де

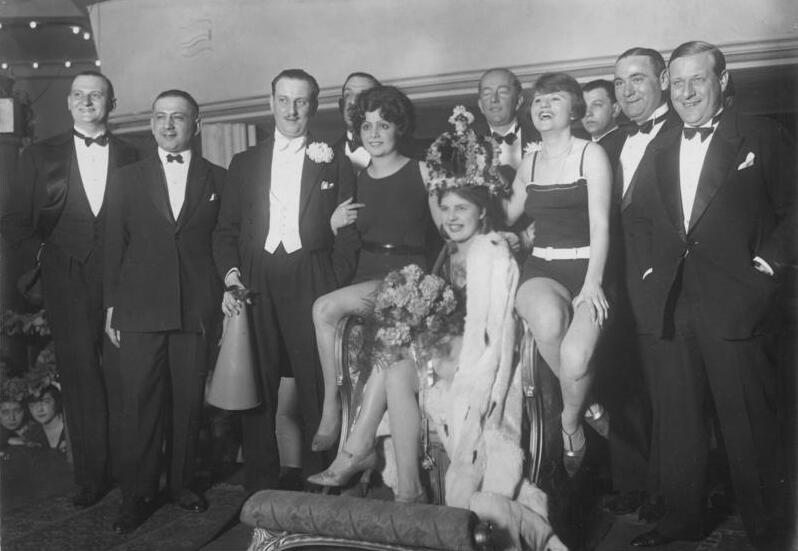
Э. де Фиори среди членов комитета по избранию «мисс Германия 1927»

Эрнесто де Фиори (итал. Ernesto de Fiori; 12 декабря 1884, Рим — 24 апреля 1945, Сан-Паулу) — немецкий художник и скульптор. Сын итальянца и немки.

## Жизнь и творчество
В 1903—1905 гг. учился в Мюнхенской академии художеств у Габриэля фон Хакля. Год спустя он концентрируется на создании композиций из обнажённой натуры, а также фигурных композиций большого формата, написанных под большим влиянием творчества Ходлера. В 1911—1914 гг. работает в Париже, где под воздействием Милле и Дега впервые пробует себя как скульптор, не оставляя в то же время живопись. По возвращении в Германию был призван в армию; в 1917 г., демобилизовавшись, уезжает на 4 года в Швейцарию, живёт в Цюрихе, где сближается с дадаистами. С 1921 г. жил и работал в Берлине. В 1936 году эмигрирует в Бразилию.
В 1955 году работы Эрнесто де Фиори — уже после его смерти — участвуют в международной выставке современного искусства documenta I в Касселе.